# Podrimce
Podrimce je naselje u gradu Leskovcu, Jablanički upravni okrug, Srbija. Prema popisu iz 2022. godine u Podrimcu je živjelo 138 stanovnika.